# Douvrin
Douvrin é uma comuna francesa na região administrativa de Altos da França, no departamento de Pas-de-Calais. Estende-se por uma área de 9,58 km². Em 2010 a comuna tinha 5 589 habitantes (densidade: 583,4 hab./km²).